# Sint-Pieterspolder (Philippine)
De Sint-Pieterspolder is een polder ten zuiden van Philippine in de Nederlandse provincie Zeeland. De polder behoort tot de Polders van Albert en Isabella.
Nadat Philippine in 1505 was gesticht was er nog sprake van de schorre toebehorende den heeren van den Raedt Vlaenderen, ofwel de Raadsherenschor. Tussen dit schorrengebied en de Groote of Oude Sint-Albertpolder lag een geul die toegang gaf tot de haven van Assenede.
In 1663 werd de schor bedijkt. Het overstroomde echter in 1682, om opnieuw in 1690 te worden herdijkt. In 1808 ging bij een dijkdoorbraak een deel van deze polder verloren. Daarna werd 203 ha van de Sint-Pieterspolder ingedijkt. Dit is de huidige polder. De overige 23 ha werden in 1845 opnieuw bedijkt en dit werd onderdeel van de Verdronken Polder.
De polder omvat een kreekrestant van de Vlietbeek. Voorts liggen aan de rand van de polder de buurtschappen Posthoorn en Holleken.